# Головнёвые грибы
Головнёвые грибы́ (лат. Ustilaginales) — порядок базидиальных грибов подкласса Ustilaginomycetidae.

## Описание
Головнёвые грибы — паразиты высших растений, вызывающие у них заболевание, называемое головнёй. Базидия 4-клеточная, вырастающая из покоящейся споры (телиоспоры) — головнёвой споры, или хламидоспоры. Мицелий дикариотический, межклеточный, у большинства видов диффузно пронизывающий весь побег растения-хозяина. В период спороношения мицелий распадается на тёмные споры (телиоспоры, или головнёвые споры), отчего поражённая часть растения выглядит как бы обугленной (отсюда название). Весной споры прорастают на разных частях растения-хозяина, редукционно делятся, образуя промицелий, который рассматривают как базидию с базидиоспорами, имеющими различный половой знак. Восстановление дикариотической стадии происходит при копуляции базидиоспор или отпочковавшихся от них клеток. Головнёвые грибы поражают все части растения, вызывая гипертрофию растительных тканей. Особенно вредят злакам. 40—48 родов (в том числе устилаго, тиллеция, уроцистис и др.), ок. 1000 видов, в СССР известно св. 500. Распространены широко.

## Наносимый вред
Головнёвые грибы — паразиты высших растений. Вызывают заболевания, при которых растения выглядят как бы обугленными или покрытыми сажей (отсюда название). Образующийся налёт — скопление тёмных микроскопических спор гриба. Особенно вредят хлебным злакам. Заражение приурочено к моменту прорастания семян или цветения злаков. При обмолоте споры из больных колосьев прилипают к здоровым зерновкам. При посеве семян они попадают в почву и прорастают в гифы, внедряясь в побег. Во время колошения мицелий интенсивно развивается, уничтожая ткани колоса и образуя новые споры. Гриб содержит алкалоид устилагин (англ. ustilagin), поэтому поражённые им растения ядовиты.